# Sejm zwyczajny 1744
Sejm 1744 – sejm zwyczajny I Rzeczypospolitej, został zwołany 13 lipca 1744 roku do Grodna.
Sejmiki przedsejmowe w województwach odbyły się 24 sierpnia 1744 roku, a powtórne od 15 do 16 września 1744 roku. Marszałkiem sejmu obrano Tadeusza Franciszka Ogińskiego, oboźnego litewskiego. 
Obrady sejmu trwały od 5 października do 19 listopada 1744 roku.